# Hisao Ōtsuka
Hisao Ōtsuka (大塚 久雄, Hisao Ōtsuka, 3 de maio de 1907 – 9 de julho de 1996) foi um historiador japonês, fundador de uma escola historiografica de grande inglência durante o pós-guerra conhecida como a Escola Histórica de Ōtsuka.